# Karl Behle
Karl Wilhelm Behle, auch Carl Behle, (* 26. September 1868 in Hannover; † 21. November 1941 in Bremen) war ein deutscher Dreher und Politiker (SPD).

## Biografie

### Ausbildung und Beruf
Behle war der Sohn eines Schlossers und Klempners. Er besuchte die Volksschule und absolvierte in Altenburg eine Lehre zum Dreher. In dem Beruf war er bis 1903 tätig, dabei wirkte er von 1896 bis 1902 als Vertrauensmann der Metallarbeiter für die Provinz Hannover. Von 1903 bis März 1919 war er angestellter Geschäftsführer des Metallarbeiterverbands in Bremen.
Von 1921 bis 1933 war er als Beamter in der bremischen Verwaltung u. a. für die Kohlewirtschaftsstelle und für die Lebensmittelkommission tätig.

### Politik
Behle war Mitglied in der SPD. Von 1912 bis 1918 war er in der 15. Legislaturperiode Abgeordneter der Bremischen Bürgerschaft. Erfolglos kandidierte er bei den Reichstagswahlen von 1903, 1907 und 1912 im Wahlkreis Hannover 7, 15 und 16.
Nach Ende des Ersten Weltkriegs kandidierte er bei der Wahl zur Deutschen Nationalversammlung. Zudem wirkte Behle im Verfassungsausschuss der Bremer Nationalversammlung mit; von April 1919 bis Juli 1920 nahm er im provisorischen Senat unter Karl Deichmann die Aufgaben eines Senators in Bremen wahr.